# Ploumoguer
Ploumoguer é uma comuna francesa na região administrativa da Bretanha, no departamento Finisterra. Estende-se por uma área de 39,07 km². Em 2010 a comuna tinha 2 096 habitantes (densidade: 53,6 hab./km²).